# Ophrys omegaifera
Ophrys omegaifera är en orkidéart som beskrevs av Hans Fleischmann. Ophrys omegaifera ingår i ofryssläktet, och familjen orkidéer.

## Underarter
Arten delas in i följande underarter:
- O. o. dyris
- O. o. fleischmannii
- O. o. hayekii
- O. o. israelitica
- O. o. omegaifera
- O. o. basilissa

## Bildgalleri

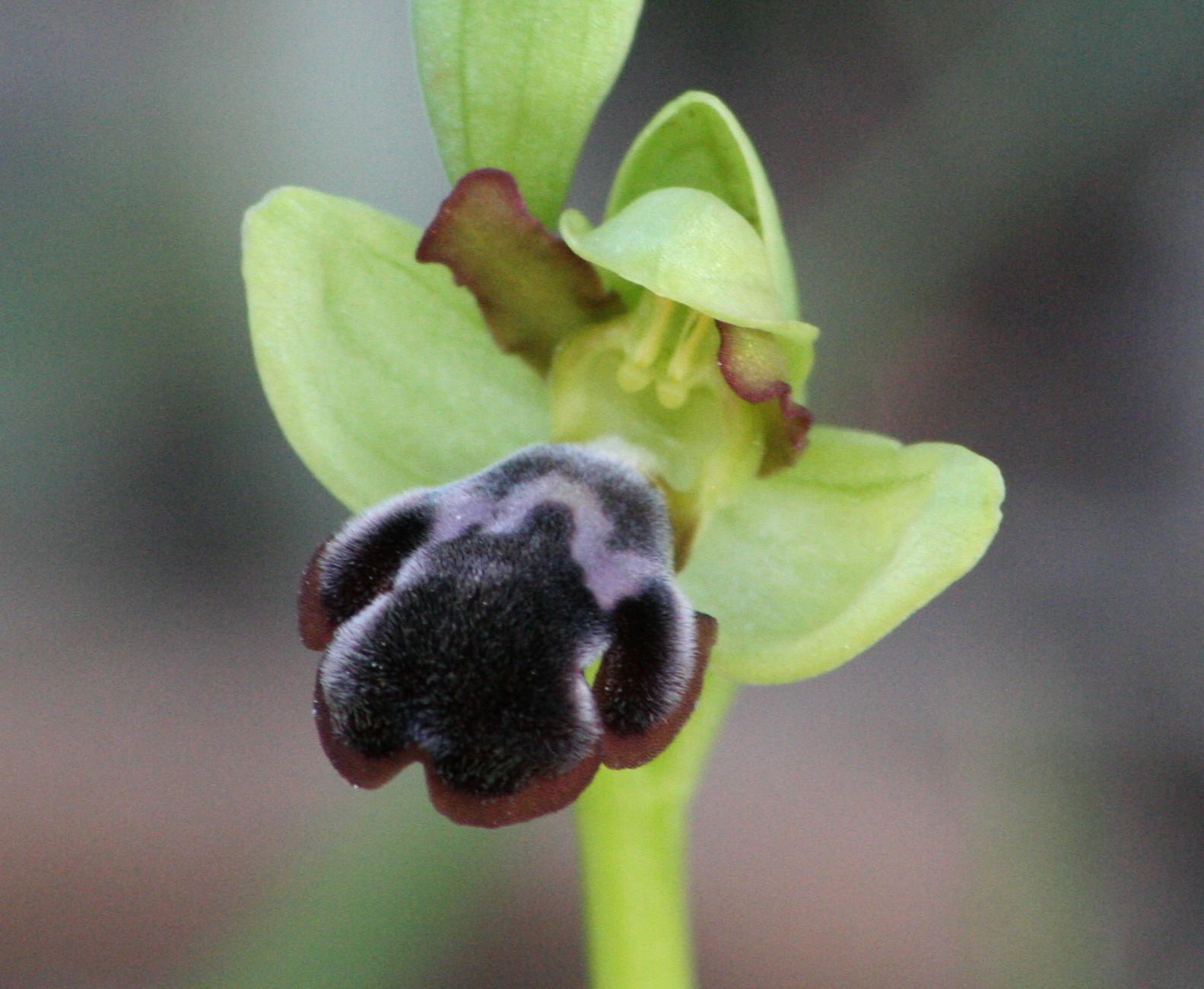
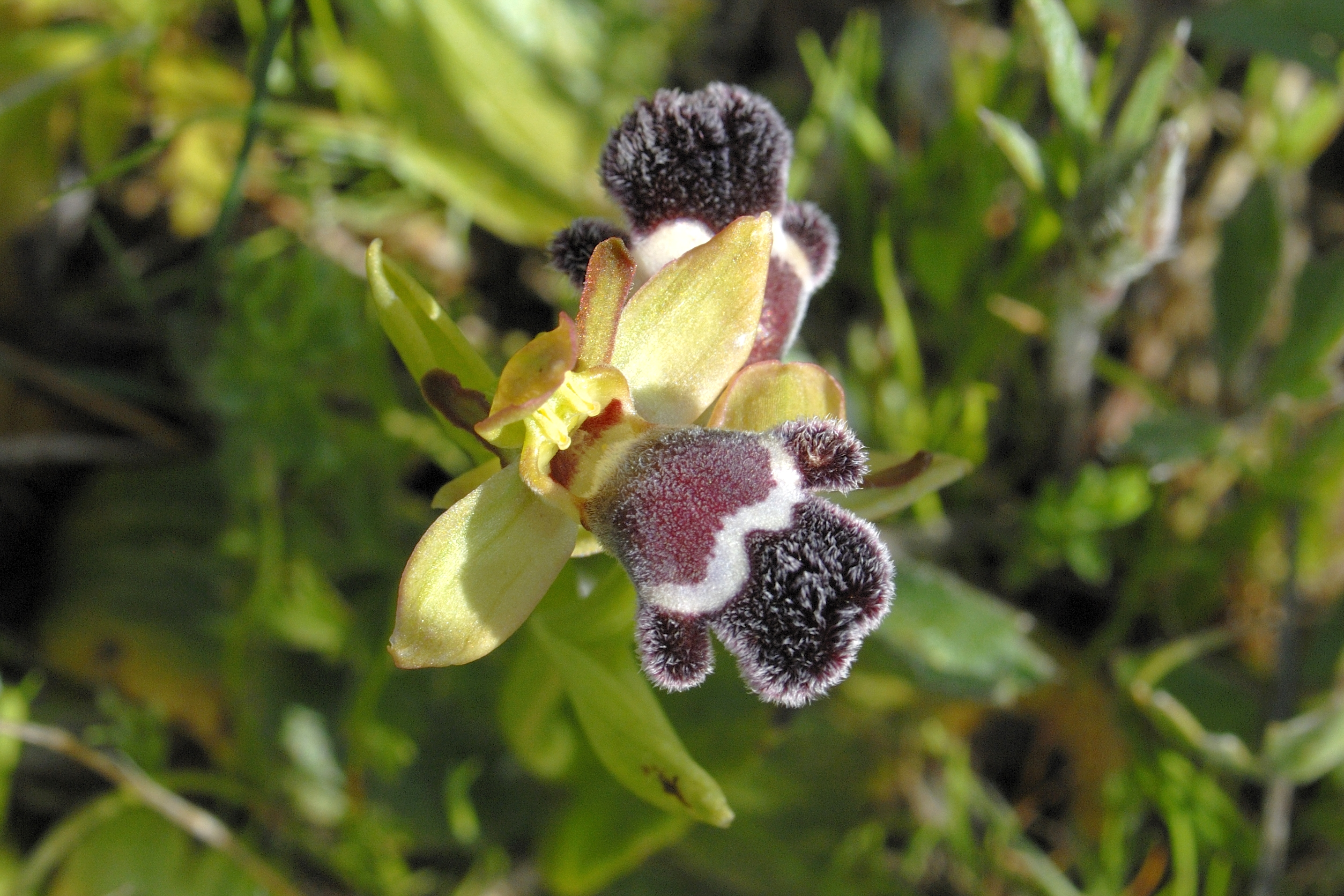
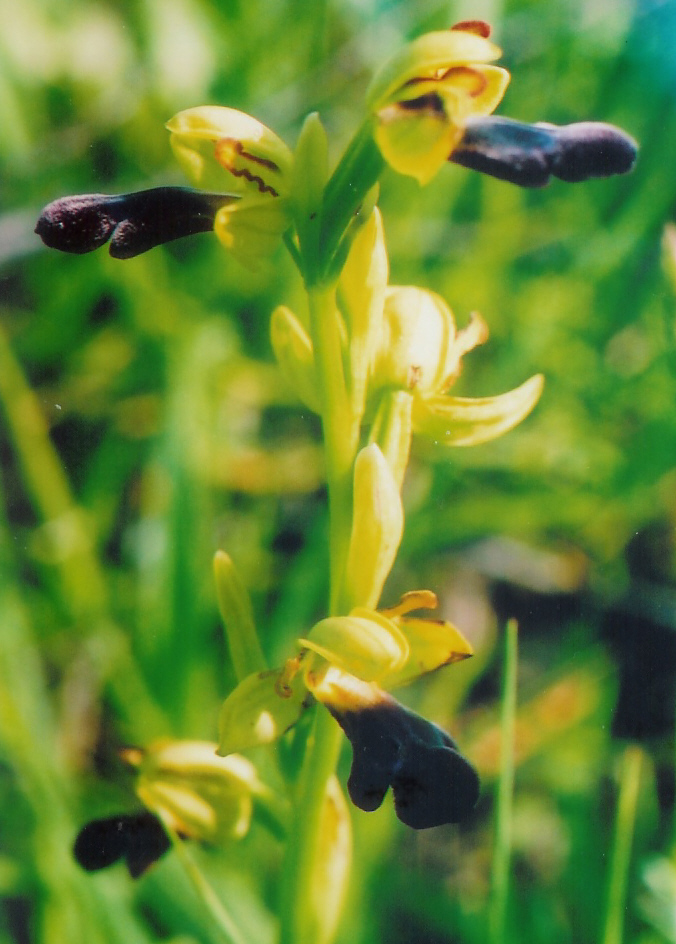
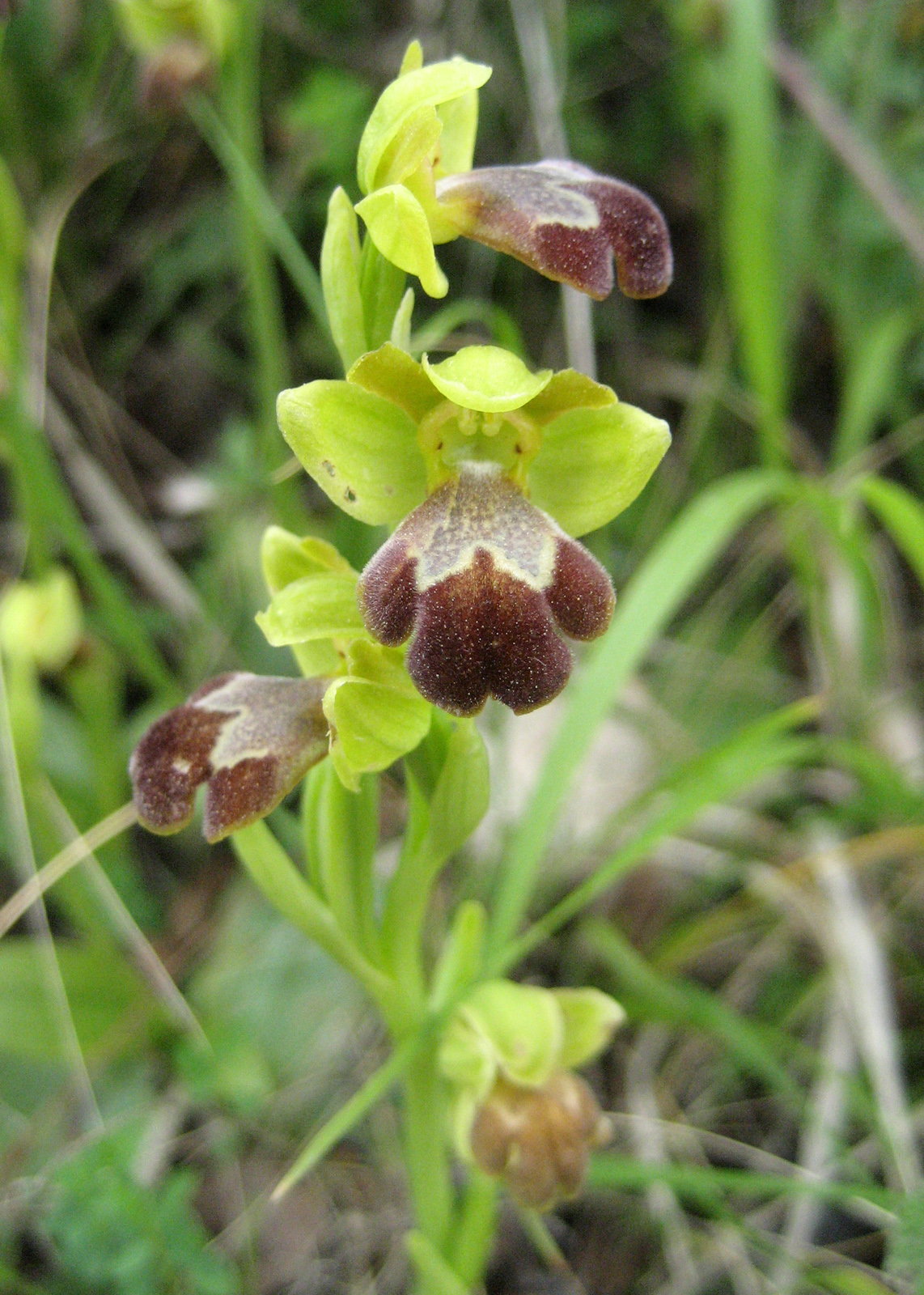